# Ciudad del Este
Ciudad del Este (spanska för Staden i öster) är huvudstad i distriktet Alto Paraná i Paraguay. Staden som är Paraguays näst största stad ligger vid Paranáfloden, på gränsen till Brasilien och Argentina i ett område som kallas Triangeln eller trepunktsgränsen och som är känt för en omfattande smuggling. Befolkningen uppgick till över 320000 personer 2008.[källa behövs] Stadens ekonomi grundar sig främst på gränshandel och smuggling. På andra sidan Paranáfloden ligger den brasilianska staden Foz do Iguaçu. De två städerna sammanbands 1965 då Puente de la Amistad (Vänskapsbron) invigdes.
Staden grundades 1957 och hette fram till 1989 Ciudad Presidente Stroessner efter landets diktator Alfredo Stroessner. Staden växte snabbt då det närliggande vattenkraftverket i Itaipu uppfördes.